# Przylądek Corrientes
Przylądek Corrientes (hiszp. Cabo Corrientes) – przylądek w zachodniej części Kuby, w prowincji Pinar del Río w gminie Sandino. Znajduje się na półwyspie Guanahacabibes. Od zachodu oblewają go wody zatoki Corrientes.
Przylądek i okolice są objęte rezerwatem przyrody (Reserva Natural Cabo Corrientes), ustanowionym w 1963 roku. Od 2001 roku stanowi on rezerwat ścisły i jest częścią Parku Narodowego Guanahacabibes.